# Secado de sólidos
El secado de sólidos consiste en separar pequeñas cantidades de agua u otro líquido de un sólido con el fin de reducir el contenido  líquido.  El secado es habitualmente la etapa final de una serie de operaciones y con frecuencia, el producto que se extrae de un secador para empaquetado.

## Operaciones de secado
Existen varios tipos de operaciones de secado, que se diferencian entre sí por la metodología seguida en el procedimiento de secado; puede ser por eliminación de agua de una solución mediante el proceso de ebullición en ausencia de aire; también puede ser por eliminación de agua mediante adsorción de un sólido, y por reducción del contenido de líquido en un sólido, hasta un valor determinado mediante evaporación en presencia de un gas.
Los sólidos que se secan pueden tener formas diferentes -escamas, gránulos, cristales, polvo, tablas o láminas continuas- y poseer propiedades muy diferentes.
El producto que se seca puede soportar temperaturas elevadas o bien requiere un tratamiento suave a temperaturas bajas o moderadas. Esto da lugar a que en el mercado exista un gran número de tipos de secadores comerciales. Las diferencias residen fundamentalmente en la forma en que se mueven los sólidos a través de la zona de secado y en la forma en la que se transmite calor al producto a secar.

## Equipos de secado
Las operaciones de secado pueden clasificarse ampliamente según que sean por lotes o continuas. Estos términos pueden aplicarse específicamente desde el punto de vista de la sustancia que está secando.
El equipo de secado, puede ser tan sencillo como un soplador con una resistencia adaptada, o tan complejo como un secador rotatorio.

### Secadores de bandejas
El secador de bandejas, o secador de anaqueles, consiste en un gabinete, de tamaño suficientemente grande para alojar los materiales a secar, en el cual se hace correr suficiente cantidad de aire caliente y seco. En general, el aire es calentado por vapor, pero no saturado, de modo que pueda arrastrar suficiente agua para un secado eficiente.
Es necesario hacer notar una situación interesante de optimización de secadores. En este caso, cuando se calienta el aire con vapor, debe tomarse en cuenta varios aspectos, si nos situamos en la carta psicrométrica, el aire a utilizar, debe poseer una temperatura de bulbo húmedo alta, una entalpía alta, pero una humedad relativa baja. Puesto, que la operación de secado, como cualquier operación de transferencia, depende del tiempo de contacto interfacial (el cual no varía notablemente en este tipo de secador debido a la variación de la velocidad del aire), el área de contacto interfacial (que para nuestro caso requerimos que sean sólidos en terrones, o granos, para aumentar esta relación), el gradiente de temperatura y de humedad y la resistencia. En general, en este tipo de secadores, las variables que pueden fijarse o variarse son los gradientes, he allí la importancia que el aire no entre frío ni húmedo, puesto que esto minimiza el gradiente y elimina la eficiencia del secador.
Esto último es cierto para todos los tipos de secadores, no obstante, es más marcado en este tipo de secador, puesto que en los siguientes, las otras variables no son tan rigurosamente fijas.

### Secadores indirectos al vacío con anaqueles
Este tipo de secador, es un secador por lotes, que funciona de manera similar al secador de bandejas. Este secador está formado por un gabinete de hierro con puertas herméticas, de modo que se trabaje al vacío. Los anaqueles están vacíos dónde se colocan las bandejas con los materiales húmedos. En términos generales, se trabaja con aire calentado con vapor. Esto no es siempre cierto, pues es posible utilizar agua caliente, para operaciones a temperaturas suficientemente bajas.
Cabe recordar, que este tipo de secadores, puede ser utilizado para el secado de materias termolábiles, como lo son algunos materiales biológicos y en ocasiones los farmacéuticos, aunque el secado de estos no es tan común.
La conducción de calor en este tipo de secadores es por radiación desde las paredes metálicas del secador. La humedad extraída del material es recogida por un condensador dispuesto en el interior.

### Secadores continuos de túnel
Este tipo de secador está formado por un túnel, por el cual pasan bandejas o carretillas con el material a secar. Dentro del túnel se hace fluir, generalmente a contracorriente, aire caliente, el cual sirve para secar los sólidos. Este tipo de secador es típico de la industria alimenticia.
A diferencia de los secadores de bandejas, en este caso, el área superficial, no es tan importante, debido a que la velocidad del aire y el tiempo de estadía dentro del secador pueden variar en un rango muy amplio, por ende, estos secadores son muy utilizados para materiales grandes.

### Secadores rotatorios
En general, un secador rotatorio consta de un cilindro hueco que gira sobre su eje, con una ligera inclinación, para permitir el desliz de los sólidos a secar hacia la boca de salida. Se alimentan por la boca de entrada y por la boca de salida se alimenta el gas caliente, que habrá de secar a contracorriente el sólido que se desliza despacio hacia la salida, a medida que se va secando.
El método de calentamiento es por contacto indirecto a través de la pared del cilindro que se calienta por el paso de los gases.
Las partículas atraviesan una sección relativamente corta, a medida que se deslizan, mientras su humedad disminuye de la misma manera en que descienden. Evitar y revisar el estancamiento.
La mayoría de las veces suele ser costoso.

#### Secadores de tambor rotatorio

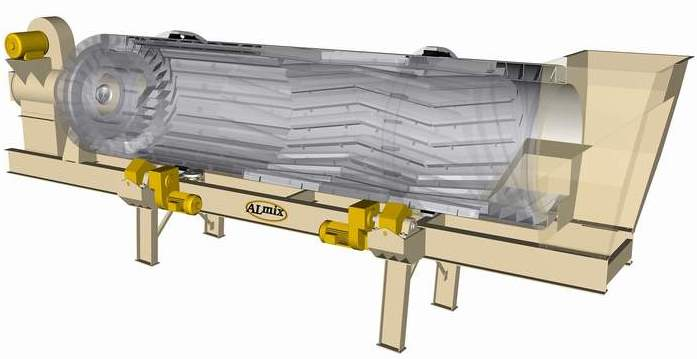
Máquina para secado de tambor rotatorio.

Consta de un tambor de metal calentado, en cuyas paredes se evapora el líquido, mientras una cuchilla metálica, raspa lentamente el sólido, para que descienda por el tambor, hasta la salida.
Este tipo de secadores son típicos del trabajo con pastas, suspensiones y soluciones. El tambor resulta como un híbrido entre un secador y un evaporador.

### Secadores por aspersión
En este tipo de secador, se atomiza una suspensión líquida, la cual es recibida por una corriente a contraflujo de aire caliente que evapora el líquido, de modo que caen las partículas sólidas que se separan de la corriente de gas, por no ser volátiles. Las cámaras para este efecto deben ser suficientemente grandes, para que el tiempo de contacto interfacial sea suficiente. La aspersión se hace por medio de toberas o difusores de alta velocidad.

## Clasificación de los secadores
Los secadores se clasifican según:
1. El método de transmisión de calor a los sólidos húmedos
  1. Secadores directos.
  2. Secadores indirectos.
  3. Secadores diversos.
  4. Secadores discontinuos o por lote.
  5. Secadores continuos.
  6. Secadores para sólidos granulares o rígidos y pastas semisólidas.
  7. Secadores que pueden aceptar alimentaciones líquidas o suspensiones.

El primer método de clasificación revela las diferencias en el diseño y el funcionamiento del secador, mientras que el segundo es más útil para seleccionar entre un grupo de secadores que se someten a una consideración preliminar en relación con un problema de desecación específico.

### Secadores directos
La transferencia de calor para la desecación se logra por contacto directo entre los sólidos húmedos y los gases calientes. El líquido vaporizado se arrastra con el medio de desecación; es decir, con los gases calientes. Los secadores directos se llaman también secadores por convección.
- Secadores D-Continuos: la operación es continua sin interrupciones, en tanto se suministre la alimentación húmeda. Es evidente que cualquier secador continuo puede funcionar en forma intermitente o por lotes, si así se desea.

- Secadores D-Por lotes: se diseñan para operar con un tamaño específico de lote de alimentación húmeda, para ciclos de tiempo dado. En los secadores por lote las condiciones de contenido de humedad y temperatura varían continuamente en cualquier punto del equipo.

### Secadores indirectos
El calor de desecación se transfiere al sólido húmedo a través de una pared de retención. El líquido vaporizado se separa independientemente del medio de calentamiento. La velocidad de desecación depende del contacto que se establezca entre el material mojado y las superficies calientes. Los secadores indirectos se llaman también secadores por conducción o de contacto.
- Secadores I-Continuos: la desecación se efectúa haciendo pasar el material de manera continua por el secador, y poniéndolo en contacto con las superficies calientes.
- Secadores I-Por lotes: en general los secadores indirectos por lotes se adaptan muy bien a operaciones al vacío. Se subdividen en tipos agitados y no agitados.